# Fiat Tipo (2016)
Fiat Tipo — автомобиль концерна Fiat.
Fiat Tipo (тип 356, также известный как Fiat Egea в Турции) представляет собой небольшой семейный автомобиль. Он был представлен в мае 2015 года на автосалоне Стамбуле, продажи в Турции начались в октябре 2015 года. В 2016 году на европейском рынке начались продажи хетчбэка и универсала.

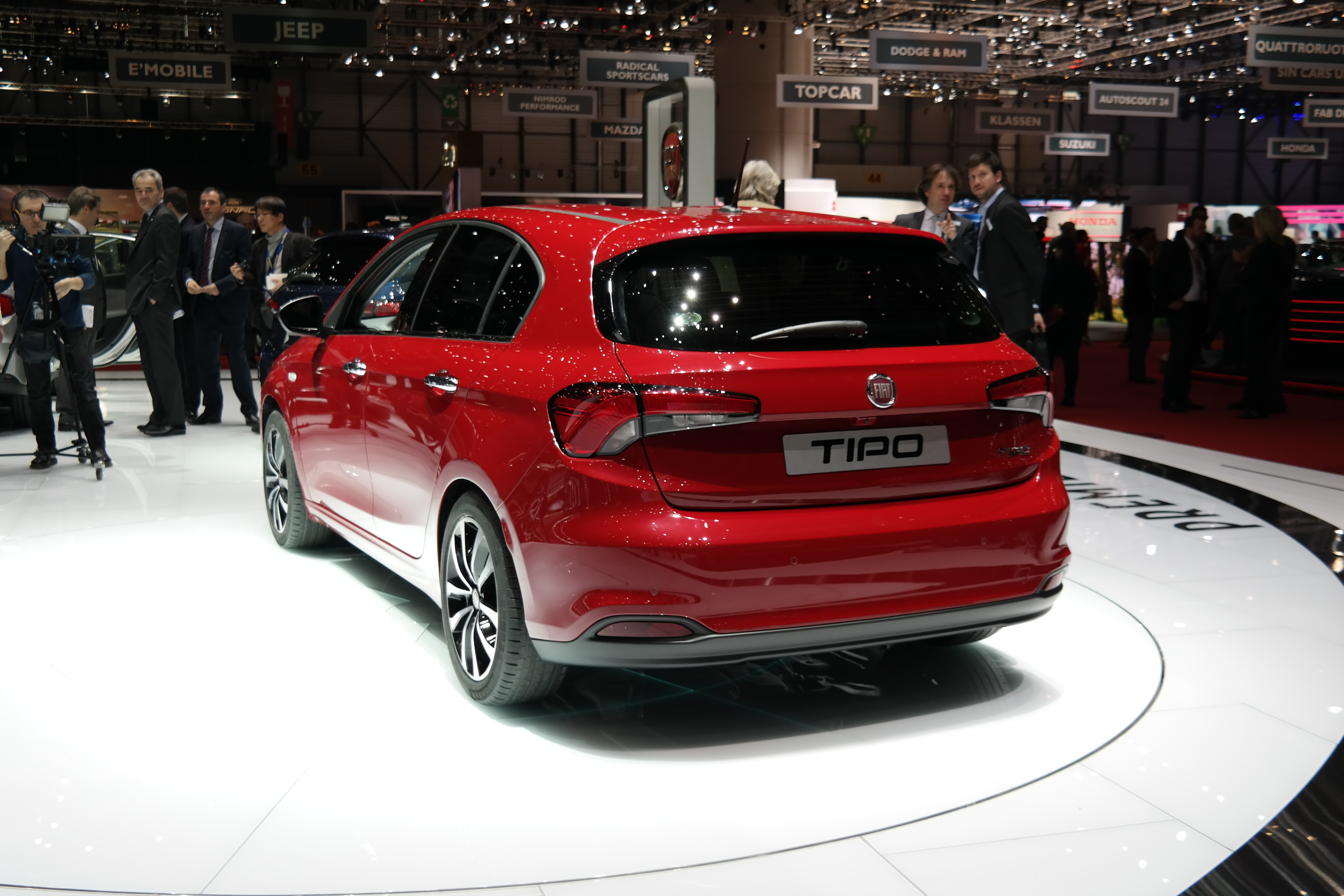
Tipo

Tipo собирается в Турции на заводе Tofas в Бурсе для развивающихся стран. Он построен на платформе Small Wide LWB и пришёл на смену Bravo и Linea. Egea был разработан в Fiat Style Centre, совместно с Tofas, на совместном предприятия между Fiat Group и Koç Holding.
В декабре 2015 года автомобиль выиграл награду 2016 Best Buy Car of Europe от жюри Autobest из 26 ведущих журналистов из 26 различных стран Европы.

## Двигатели
| Модель                      | Объём    | Мощность          | Производство | Примечание |
| --------------------------- | -------- | ----------------- | ------------ | ---------- |
| Бензиновые                  |          |                   |              |            |
| 1.4 16V FIRE                | 1368 см³ | 70 кВт (95 л.с.)  | с 2015       |            |
| 1.6 16V E.torQ              | 1598 см³ | 81 кВт (110 л.с.) | с 2015       | Биоэтанол  |
| Дизельные                   |          |                   |              |            |
| 1.3 16V Multijet II         | 1248 см³ | 70 кВт (95 л.с.)  | с 2015       |            |
| 1.6 16V Multijet II         | 1598 см³ | 88 кВт (120 л.с.) | с 2015       |            |
| Газовый                     |          |                   |              |            |
| 1.4 16V T-Jet EasyPower     | 1368 см³ | 88 кВт (120 л.с.) | с 2016       | Turbo, СУГ |
| 1.4 16V T-Jet Natural Power | 1368 см³ | 88 кВт (120 л.с.) | с 2016       | Turbo, КПГ |

### Безопасность
Автомобиль прошёл тест Euro NCAP в 2016 году дважды, так как первый тест не устроил компанию:
| Euro NCAP                                                   | Euro NCAP | Euro NCAP | Euro NCAP             |
| ----------------------------------------------------------- | --------- | --------- | --------------------- |
| · общий рейтинг                                             |           |           |                       |
| 82%                                                         | 60%       | 62%       | 25%                   |
| взрослый пассажир                                           | ребёнок   | пешеход   | активная безопасность |
| Протестированная модель: FIAT Tipo 1.6 MultiJet, LHD (2016) |           |           |                       |

| Euro NCAP                                                   | Euro NCAP | Euro NCAP | Euro NCAP             |
| ----------------------------------------------------------- | --------- | --------- | --------------------- |
| · общий рейтинг                                             |           |           |                       |
| 82%                                                         | 60%       | 62%       | 57%                   |
| взрослый пассажир                                           | ребёнок   | пешеход   | активная безопасность |
| Протестированная модель: FIAT Tipo 1.6 MultiJet, LHD (2016) |           |           |                       |